# Hilde Dalik

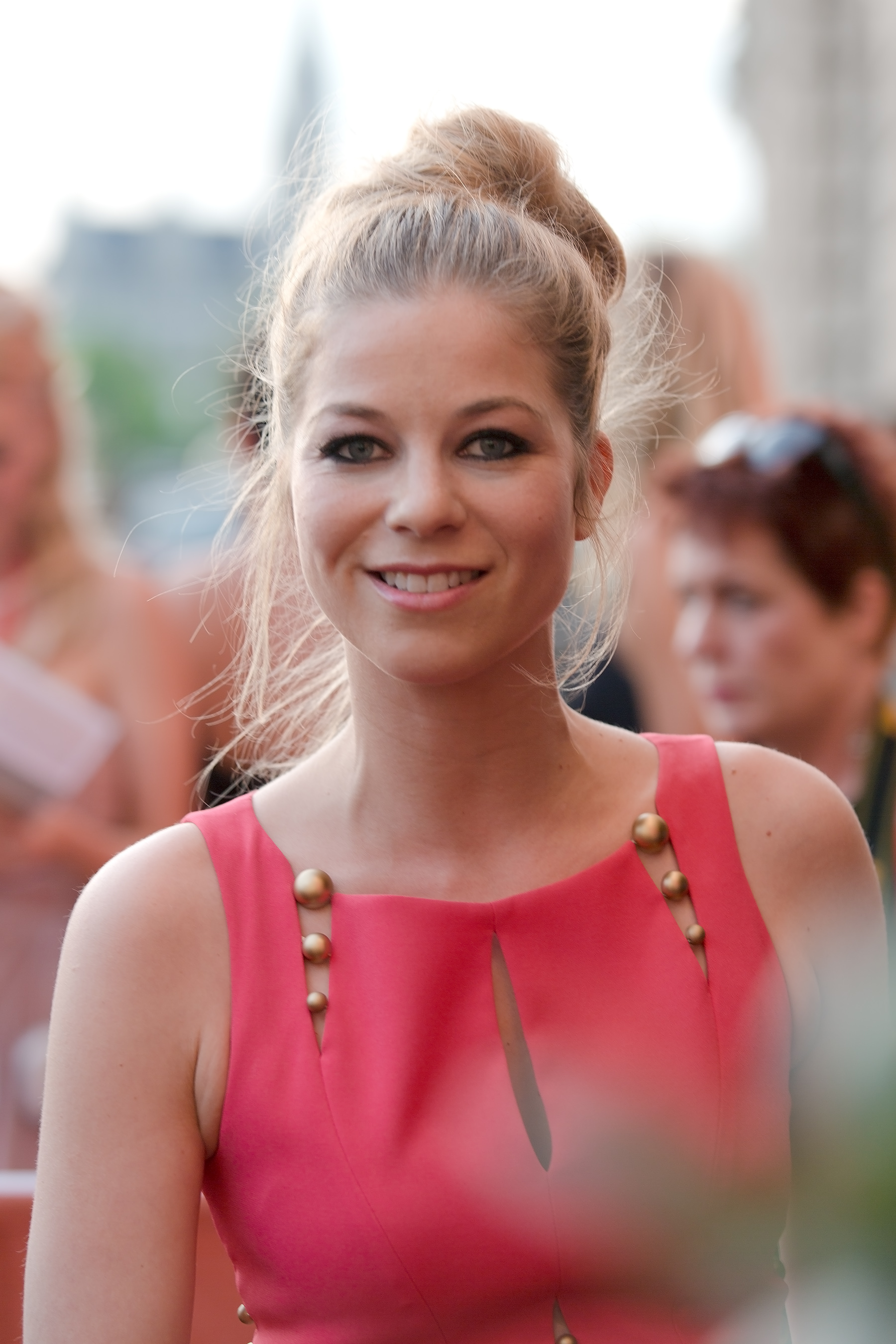
Hilde Dalik, 2015

Hilde Dalik (* 13. Juni 1978 in Wien) ist eine österreichische Schauspielerin.

## Leben
Hilde Dalik wuchs in Gießhübl, Niederösterreich, auf. Ihre Schauspielausbildung schloss sie am Konservatorium Wien und The Actor's Center in Rom ab.
Im Jahr 2004 spielte sie in dem Film Küss mich, Prinzessin! ihre erste Hauptrolle in einem Kinofilm. Am Theater wurde sie durch Produktionen wie Alma – A Show Biz ans Ende von Paulus Manker (2005/2006), Die Zerrissene und Mein Kampf (u. a. mit Karl Markovics) bekannt. Ab 2006 war sie Ensemblemitglied im Theater in der Josefstadt. 2008 wirkte sie in dem Film Echte Wiener – Die Sackbauer-Saga mit. Von 2009 bis 2012 war sie in einer Hauptrolle in der ORF-Produktion Die Lottosieger zu sehen. Außerdem stand sie für Michael Glawoggers Komödie Contact High vor der Kamera. 2013 spielte sie die weibliche Hauptrolle in der Komödie Die Werkstürmer. Im März 2015 stand sie im Stück Schon wieder Sonntag im Theater in der Josefstadt mit Otto Schenk und Harald Serafin auf der Bühne.
Von 2016 bis 2022 verkörperte sie in der Fernsehserie Vorstadtweiber die Rolle der Vanessa. Auf Canal+ präsentiert sie seit November 2022 das Format StreamTalks. Ab der 16. Staffel übernahm sie in der Serie Der Bergdoktor die Rolle der Karin Bachmeier, zuvor war sie 2014 in der Serie als Ina Mühltal zu sehen.
Dalik ist liiert mit Michael Ostrowski und hat mit ihm eine Tochter (* 2019).

## Auszeichnungen
- 2018: Romy in der Kategorie Beliebteste Schauspielerin Serie/Reihe
- 2021: Schauspielpreis der Diagonale für Sargnagel[9][10]

## Filmografie
- 2003: Julia – Eine ungewöhnliche Frau (Fernsehserie)
- 2003: Air Square (Kurzfilm)
- 2003: Kommissar Rex (Fernsehserie, eine Folge)
- 2004: Frechheit siegt (Fernsehfilm)
- 2005: Küss mich, Prinzessin!
- 2005: SOKO 5113 (Fernsehserie, eine Folge)
- 2005: Schön, dass es dich gibt (Fernsehfilm)
- 2005: Donauleichen
- 2006: Kronprinz Rudolfs letzte Liebe (Fernsehfilm)
- 2006–2009: Zwei Ärzte sind einer zu viel (Filmreihe, fünf Folgen)
- 2007: Facetten
- 2007–2021: SOKO Wien (Fernsehserie, vier Folgen)
- 2008: Mit Blick auf Wien (Kurzfilm)
- 2008: Echte Wiener – Die Sackbauer-Saga
- 2009: The Making of Futbol (Kurzfilm)
- 2009: Contact High
- 2009–2012: Die Lottosieger (Fernsehserie, 30 Folgen)
- 2011: Schnell ermittelt (Fernsehserie, eine Folge)
- 2011: Großstadtrevier (Fernsehserie, eine Folge)
- 2011: Tatort: Lohn der Arbeit (Filmreihe)
- 2011: Das Wunder von Kärnten (Fernsehfilm)
- 2012: Prisoner (Kurzfilm)
- 2012: Lilly Schönauer – Liebe auf den zweiten Blick (Filmreihe)
- 2013: Die Frau in mir (Fernsehfilm)
- 2013: SOKO Kitzbühel (Fernsehserie, eine Folge)
- 2013: Die Werkstürmer
- 2013: Allein (Kurzfilm)
- 2014: Der Bergdoktor (Filmreihe, eine Folge)
- 2014: Boͤsterreich (Fernsehserie, eine Folge)
- 2016: Wir sind Kaiser (Satire-Talkshow, eine Folge)
- 2016–2022: Vorstadtweiber (Fernsehserie)
- 2016: Maikäfer flieg
- 2016: Deckname Holec
- 2016: Lena Lorenz (Fernsehserie, Staffel 2, Episode 1 „Entscheidung fürs Leben“)[11]
- 2016: Hotel Rock’n’Roll
- 2017: Die Bergretter (Fernsehserie, zwei Folgen)
- 2018: Kreuzfahrt ins Glück – Hochzeitsreise nach Norwegen
- 2018: Oma ist verknallt (Fernsehfilm)
- 2018: Womit haben wir das verdient?
- 2018: Meiberger – Im Kopf des Täters (Fernsehserie)
- 2019: Der beste Papa der Welt
- 2020: SOKO Donau (Fernsehserie, eine Folge)
- 2021: Sargnagel – Der Film
- 2022: Die Toten vom Bodensee – Das zweite Gesicht (Fernsehreihe)
- 2022: Der Onkel – The Hawk
- 2022: Alles finster (Fernsehserie)
- 2022: Sachertorte
- 2022: Broll + Baroni – Für immer tot (Fernsehfilm)
- seit 2022: Der Bergdoktor (Fernsehserie)
- 2023: Wie kommen wir da wieder raus?
- 2024: SOKO Donau/SOKO Wien – Die Affäre des Max H. (Fernsehserie)
- 2024: Die Heinzels – Neue Mützen, neue Mission (Stimme)
- 2025: Perla
- 2025: Landkrimi – Acht (Fernsehreihe)

## Theater
- 2015: Schon wieder Sonntag (Theater in der Josefstadt)